# Breuberg
Breuberg é um município da Alemanha, situado no distrito de Odenwaldkreis, no estado de Hesse. Tem 30,76 km² de área, e sua população em 2019 foi estimada em 7.430 habitantes.